# سن-سیمون (با-سن-لوران)
سَن-سیمون، با-سَن-لُران (به فرانسوی: Saint-Simon, با-سن-لوران) قصبه‌ای در منطقه شهری له باسک ناحیه با-سن-لوران در استان کبک کانادا است. در سرشماری سال ۲۰۱۱ این قصبه ۴۶۸ نفر جمعیت داشته‌است و مساحت آن ۷۵٫۶۲ کیلومتر مربع است.